# Сотникова, Юлия Владимировна
Ю́лия Влади́мировна Со́тникова (род. 18 ноября 1970, Горький или Волгоград) — российская легкоатлетка, бронзовый призёр Олимпийских игр в эстафете 4×400 метров. Заслуженный мастер спорта России. Почётный гражданин Нижегородской области. В настоящее время является заместителем председателя федерации лёгкой атлетики Нижегородской области.

## Карьера
В 1995 году участвовала в чемпионате мира. На дистанции 400 метров заняла 12-е место в полуфинале и дальше не прошла. В эстафете 4×400 метров вместе с Татьяной Чебыкиной, Светланой Гончаренко и Еленой Андреевой стала серебряным призёром, уступив команде США.
В 2000 на чемпионате Европы в помещении выиграла золотую медаль в эстафете, установив при этом рекорд соревнований, а на Олимпиаде со Светланой Гончаренко, Ольгой Котляровой и Ириной Приваловой стала бронзовым призёром, проиграв сборным США и Ямайки. За эту медаль губернатор Нижегородской области Иван Скляров подарил по автомобилю «Жигули» Юлии и её тренеру Леониду Кузнецову. На чемпионате мира в помещении в 2001 году вместе с Юлией Носовой, Олесей Зыкиной и Ольгой Котляровой выиграла золото в эстафетном беге, показав лучший результат сезона в мире.

## Личная жизнь
Окончила Казанский педагогический университет. Живёт в Нижнем Новгороде, есть сын Александр.